# Minoa Pediada
Minoa Pediada (grec Μινώα Πεδιάδα per Plana de Minoa) és un municipi de la Unitat perifèrica d'Iràklio, a l'illa de Creta. La seu del govern municipal és al poble d'Evangelismos, a 360m sobre el nivell del mar, i a uns 35 km d'Iràklio. El municipi té 398,206 km². El municipi es va crear el 2011 amb la reforma del pla Kalikratis a través de la fusió de tres pobles, que van esdevenir un únic municipi. Aquests pobles eren Arkalokhori, Kastelli i Thrapsano.